# Serafino Razzi
Serafino Razzi, né le 16 décembre 1531 à Marradi et mort le 8 août 1611 à Florence, est un moine dominicain et un écrivain italien.

## Biographie
Serafino Razzi naît à Florence le 16 décembre 1531 et embrasse dans cette ville, le 28 juin 1549, la règle de St-Dominique au couvent San Marco. Il meurt à Florence le 8 août 1611. Sa vie est occupée tout entière soit à enseigner la théologie, soit à diriger divers couvents, soit enfin à composer en latin ou en italien différents ouvrages, dont les principaux sont :
- Cento casi di coscienza, 1578, recueil imprimé plusieurs fois à Florence, à Venise et à Gênes ;
- Prediche, Florence, 1590 ;
- Giardino di esempi, ovvero Fiori delle vite de’ santi, Florence, 1594 ;
- Istoria di Ragugia (Raguse), Lucques, 1595, in-4° ;
- Istorie degli uomini illustri dell’ordine dei predicatori, Lucques, 1596, in-8° ;
- Vite de’ primi santi dell’ordine dei predicatori, Palerme 1605, in -4° ;
- De locis theologicis prælectiones, Pérouse, 1603.